# 泰迪·盧錫
泰迪·馬克·森·盧錫（Teddy Mark Sime Lučić，1973年4月15日—），簡稱泰迪·盧錫（Teddy Lučić），出生在哥德堡，是一名瑞典足球員，司職後衛。

## 球會生涯

### 瑞典
盧錫在瑞典效力過數間球會。盧錫的足球生涯在盧比IF開始，並合共代表球會上陣了44場及攻入10球。1993年，盧錫轉投科隆達並效力了兩年，期間合共上陣了68場。1996年，盧錫加盟哥登堡，並在他加盟的首季升上瑞超。

### 博洛尼亞
1998年，盧錫轉會至博洛尼亞。不過在其效力兩年間，意甲上陣機會非常有限，盧錫僅上陣了9場。

### AIK蘇納
2000年，盧錫重回瑞典並加盟AIK蘇納。盧錫在家國的機會明顯較多，合共代表球隊上陣58場並攻入4球。

### 列斯聯
2002年，盧錫被外借至英格蘭球會列斯聯。期間盧錫合共上陣了17場聯賽賽事，並在2003年1月對車路士的賽事中攻入了1球。2003年，盧錫的借用期完結後，列斯聯並不願意與其簽約，AIK蘇納亦希望盧錫離開。

### 利華古遜
2003年5月，盧錫轉投利華古遜。在2003年至2005年，盧錫只上陣了11場。

## 重返瑞典
2005年，盧錫再次重返瑞典並加盟了赫根，並代表球隊上陣了70場並攻入8球。2008年，盧錫轉投艾夫斯堡。

## 國際賽生涯
盧錫代表瑞典上陣了86場，其中多以邊衛身份上陣，不過在2004年後卻再加上中堅。盧錫參與過2004年歐洲國家盃、1994年世界盃、2002年世界盃和2006年世界盃。其中在2006年世界盃對德國的賽事中，巴西球證歐真尼奧·西蒙向盧錫出示兩面黃牌，而使用盧錫早在35分鐘便被驅趕離場，瑞典最後亦遭淘汰。

## 個人
盧錫是一名克芬混血兒。其父親是克羅地亞人，母親則是芬蘭人。盧錫因此而精通克羅地亞語和會說一點芬蘭語。

## 外部連結
- Teddy Lucic at Leverkusen who's who （页面存档备份，存于）